# Stan Laurel
Stan Laurel, echte naam Arthur Stanley Jefferson (Ulverston, 16 juni 1890 – Santa Monica, 23 februari 1965) was een Brits filmacteur die het bekendst werd als de 'dunne' helft van het komische duo Laurel en Hardy.

## Biografie

### Jonge jaren
Laurel was de zoon van Arthur en Madge (Margaret) Jefferson, beiden actief in de Britse theaterwereld. Hij werd geboren in het huis van zijn grootouders in 3 Argyle Street, Ulverston. Laurels ouders hadden het vaak druk met hun werk, waardoor Laurel de eerste jaren van zijn leven vooral bij zijn grootmoeder, Sarah Metcalfe, doorbracht. Hij studeerde aan de King James I Grammar School in Bishop Auckland en The King's School in Tynemouth. Tevens studeerde hij een tijdje aan de Rutherglen Academy.

### Start carrière
In 1910 kwam Laurel voor het eerst in de Verenigde Staten, als lid van het Fred Karno-gezelschap waar ook Charlie Chaplin deel van uitmaakte. Laurel bleef in de VS als vaudeville-artiest achter en speelde incidenteel in een film. Tussen 1916 en 1918 trad Laurel een paar keer op met Alice en Baldwin Cooke, met wie hij de rest van zijn leven goede vrienden bleef. In 1921 werkte hij al incidenteel een keer samen met zijn toekomstige partner Oliver Hardy in de stomme film The Lucky Dog. De twee waren toen echter nog geen duo en speelden afzonderlijke rollen.
Rond dezelfde tijd ontmoette Laurel Mae Dahlberg, die een grote invloed had op zijn leven. Hij nam op haar aandringen officieel de artiestennaam Stan Laurel aan. Tevens kreeg hij via haar een contract bij Universal Studios om korte komische films te gaan maken. De eerste was Nuts in May in 1917. Dit contract hield echter niet lang stand vanwege een reorganisatie binnen Universal.

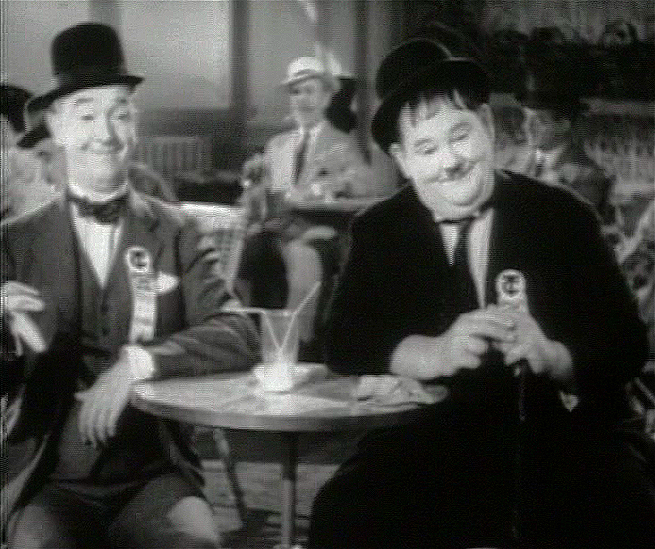
Met Oliver Hardy in de film Flying Deuces (1939)

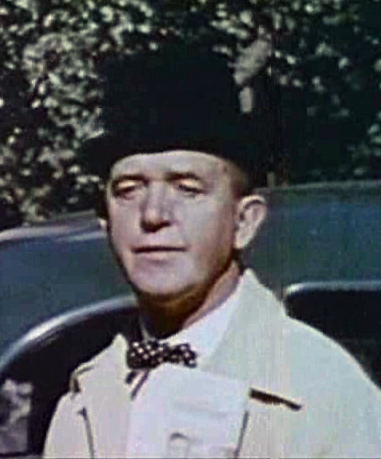
Stan Laurel in 1943

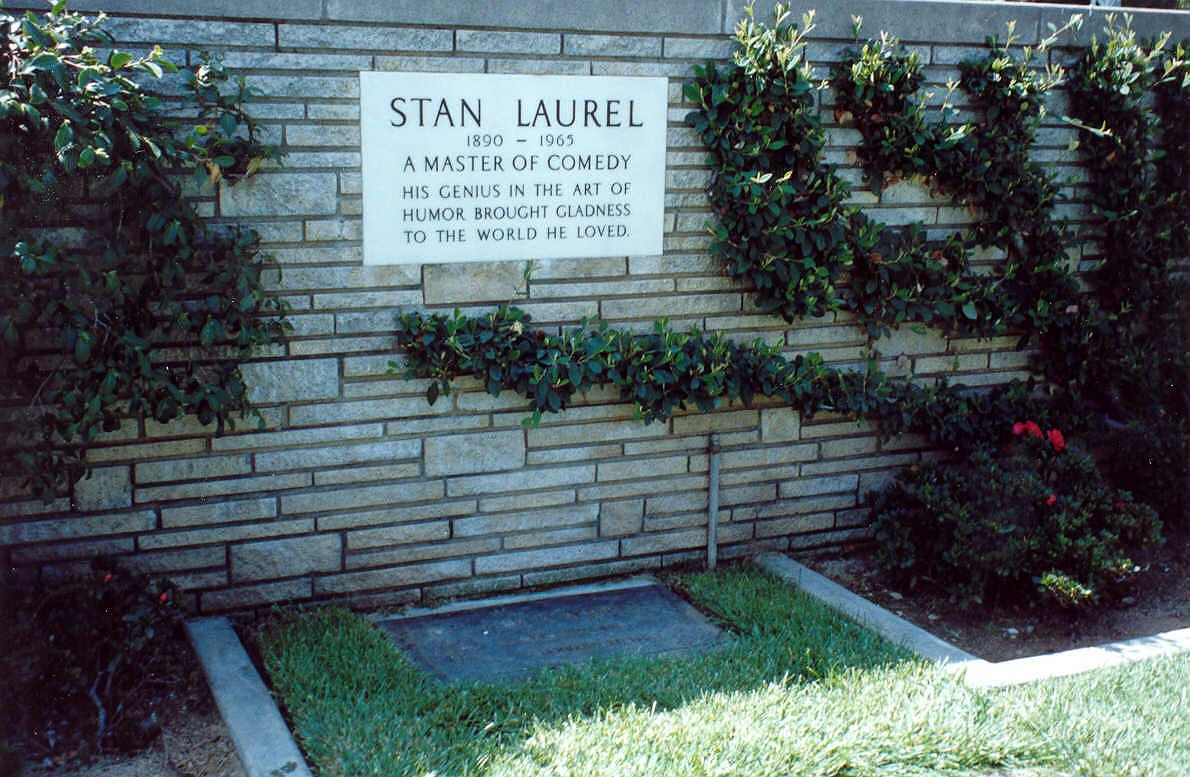
Het graf van Stan Laurel

In 1924 deed Laurel afstand van het theater om zich geheel op een carrière als filmacteur te richten. Hij kreeg een contract bij Joe Rock voor twaalf korte films. Het contract stelde echter dat Dahlberg niet in deze films mee mocht spelen. Rock vond namelijk dat zij Laurel te veel hinderde in zijn werk.
In 1926 trouwde Stan met zijn eerste vrouw, Lois Neilson. Hij trouwde later in zijn leven nog drie keer, waaronder twee keer met Virginia Ruth Rogers. Op 6 mei 1946 trouwde hij voor de laatste keer, ditmaal met Ida Kitaeva Raphael, met wie hij tot zijn dood getrouwd bleef.
Zijn laatste solo film was Should Tall Men Marry? in 1928.
In 2017 werd in het Fries Film Archief in Leeuwarden een 35mm nitraatfilm ontdekt, die een verloren gewaand fragment bevatte uit het tweede deel van de film Detained uit 1924. Van dit fragment was wel een beschrijving bekend, de Hanging Scene, maar dat was uit de originele film geknipt, waardoor in de kopieën dit fragment ook ontbreekt. 
De complete film is gedigitaliseerd en werd in 2018 gepresenteerd.

### Duo met Oliver Hardy
In 1926 (zij het pas officieel in 1927) begon zijn samenwerking met Oliver Hardy bij de Hal Roach-studio. Al snel werden zij bekend als komisch duo en speelden ze samen in veel stomme films. Later speelden zij ook, aanvankelijk met tegenzin, in gesproken films. Gedurende hun samenwerking was Laurel het creatieve brein van het tweetal. Hardy, gemakzuchtig van nature, wimpelde vragen over zaken als productie en scenario's meestal af met "Ask Stan." De twee traden tot 1951 op in 106 korte en lange films. Ook maakten ze theatershows in zowel Amerika als Europa.

### Na Laurel & Hardy
Na de dood van Hardy in 1957, stopte Laurel definitief met acteren. Hij woonde Hardy’s begrafenis niet bij wegens ziekte en volgens eigen zeggen zou Hardy het wel begrijpen. Laurel werkte nadien enkel nog als producer en scriptschrijver voor andere komieken. Mensen die hem kenden beweerden dat Laurel zwaar aangeslagen was door de dood van Hardy en deze nooit geheel heeft kunnen verwerken. Komiek Jerry Lewis, vriend van Laurel, beweerde dat Laurel zo verlamd was dat hij weigerde uit te gaan.
In 1960 kreeg Laurel een Oscar vanwege al zijn prestaties op het gebied van komedie. Hij woonde de laatste jaren van zijn leven in een klein appartement in het Oceana Hotel in Santa Monica. Hij bleef trouw aan zijn fans; zo sleet hij zijn dagen met het beantwoorden van brieven en telefoongesprekken.

### Dood
Laurel was gedurende zijn leven een kettingroker, tot hij op zijn zeventigste plotseling besloot te stoppen. Stan Laurel overleed op 74-jarige leeftijd, enkele dagen nadat hij een hartaanval had gehad.
Op Laurels begrafenis hield Dick Van Dyke een toespraak. Laurel had voor zijn overlijden echter zelf zijn grafschrift laten opstellen: "If anyone at my funeral has a long face, I'll never speak to him again" (als iemand op mijn begrafenis een verdrietig gezicht heeft, praat ik nooit meer met hem). Hij ligt begraven op het Forest Lawn Memorial Park in de Hollywood Hills.

## Eerbetoon
- In 1960 werd aan Stan Laurel een Ere-Oscar toegekend. Wegens ziekte kon hij zelf niet aanwezig zijn op de uitreiking. Danny Kaye nam het beeldje in zijn plaats in ontvangst en sprak voor die gelegenheid ook een lofrede uit.[9]
- Stan Laurel heeft een ster op de Hollywood Walk of Fame.
- In 1989 werd een standbeeld van Stan Laurel onthuld in North Shields.
- In 2008 werd een standbeeld van Stan Laurel onthuld in Bishop Auckland, waar hij in zijn jeugdjaren een tijd gewoond heeft.
- In 2018 verscheen de biografische film Stan & Ollie met Steve Coogan als Stan Laurel.

- Bibsys: 90821399
- Biblioteca Nacional de España: XX902075
- Bibliothèque nationale de France: cb13922290c (data)
- Catàleg d'autoritats de noms i títols de Catalunya: 981060409103906706
- CiNii: DA11762952
- Gemeinsame Normdatei: 118570196
- International Standard Name Identifier: 0000 0001 0857 1156
- Library of Congress Control Number: n79066701
- MusicBrainz: ae92e6b7-1e51-403a-9798-dd432c45df5f
- National Archives and Records Administration: 10583198
- Nationale Bibliotheek van Tsjechië: jn20000701013
- Nationale bibliotheek van Australië: 35228841
- Nationale Bibliotheek van Israël: 987007271072405171
- Nationale Bibliotheek van Polen: a0000003103600
- Nederlandse Thesaurus van Auteursnamen: 070736472
- Réseau des bibliothèques de Suisse occidentale: 02-A005490044
- Istituto Centrale per il Catalogo Unico: RAVV089076
- SNAC: w6cr640r
- Système universitaire de documentation: 030625394
- Trove: 873685
- Virtual International Authority File: 44486990
- WorldCat: E39PBJmdtFW78vtQgRpCpmFYfq